# Kurija Čačković-Štajduhar
Kurija Čačković-Štajduhar je kurija u naselju Donja Drenova, općina Sveti Ivan Zelina.

## Opis
Kurija Čačković-Štajduhar u Donjoj Drenovi, poznata kao kurija Omilje, jednokatna je klasicistička građevina pravokutnog tlocrta. Smještena je na povišenom položaju padine brijega iznad sela Donja Drenova u blizini Svetog. Ivana Zeline i okružena šumarkom. Omilje je nekada bio naziv za plemićko dobro i kuriju čija je godina izgradnje 1822. kao i inicijali vlasnika Stjepana Čačkovića Vrhovinskog uklesana na zaglavnom kamenu glavnog portala južnog pročelja. Od 1844. godine vlasništvo preuzima obitelj Štajduhar, a posljednji vlasnik Omilja je obitelj Krizmanić. Funkcija objekta nekoliko je puta promijenjena te je tako tijekom Drugog svjetskog rata u njemu vođena ilegalna tiskara, od završetka rata pa do 1977. godine korišten je kao osnovna škola, a u današnje vrijeme kurija je napuštena. Značaj kurije Čačković-Štajduhar u Donjoj Drenovi proizlazi iz njezina arhitektonskog oblikovanja što se naročito odnosi na prostornu organizaciju i oblikovanje eksterijera elementima klasicizma, a posebno se ističe povijesnim značajem, s obzirom da je sredinom devetnaestog stoljeća bila okupljalište uglednih iliraca, a u njoj su rođeni i neko vrijeme živjeli slikarica i grafičarka Anka Krizmanić (1896.-1987.) te arhitekt, slikar i kipar Vjenceslav Richter (1917.-2002.).

## Zaštita
Pod oznakom Z-2066 zavedena je kao nepokretno kulturno dobro – pojedinačno, pravna statusa zaštićena kulturnog dobra, klasificirano kao "profana graditeljska baština".